# Дровяная улица (Екатеринбург)
Дровяна́я у́лица (с 1919 года — улица Реше́тникова)  — исчезнувшая улица в жилом районе «Центральный» Октябрьского административного района Екатеринбурга.

## История
Дровяная улица проходила от Дровяной площади (современная площадь Парижской Коммуны) до 2-й Восточной улицы (сейчас улица Восточная), между Главным и Покровским проспектами (современные проспект Ленина и улица Малышева). Была намечена генеральным планом Екатеринбурга 1804 года, но застройка по улице стала формироваться только во второй половине XIX века. План города 1845 года отмечал приходскую Дровяную площадь с начинавшейся от неё одноимённой улицей, зафиксирована улица и планом 1856 года. Планом 1880 года обозначена застройка всех пяти кварталов улицы. На 1887 год по улице располагалось 17 усадеб, владельцами которых были в основном представители мещанского сословия, а также чиновники. В начале XX века на Дровяной улице приобрёл дом (№ 36) известный уральский архитектор К. Т. Бабыкин, где он и жил до своей смерти. В доме на углу с улицей Васенцовской (ул. Луначарского) до 1920 года жил и уральский краевед, член УОЛЕ О. Е. Клер.
В ноябре 1919 года улица была переименована в честь уральского писателя Фёдора Михайловича Решетникова. В 1930-х годах многие из участков Дровяной улицы были застроены комплексом жилых домов Гостяжпромурала, а выход на бывшую Дровяную площадь заняло масштабное здание Дома промышленности. Последний участок улицы Решетникова с выходом на улицу Восточную застроили в 1960-х годах, а имя писателя Решетникова присвоили одной из новых улиц в Юго-Западном жилом районе.

## Утраченные здания
- № 2 — усадьба мещанина С. Г. Фролова с двухэтажным деревянным домом со службами и двумя флигелями (№ 4 и № 6)[1].
- № 3 — дом «мещанской жены» Е. Я. Трусовой, владелицы портняжной мастерской[1].
- № 11 — дом чиновника М. Г. Косякова. Его сын, Евгений Михайлович Косяков, будучи межником-чертёжником, занимался архитектурным проектированием, особенно в «кирпичном» стиле. Е. М. Косякову принадлежат проекты многих домов в Екатеринбурге, причисленных к памятникам архитектуры[1].
- № 12 — ювелирная мастерская К. И. Черных[1].
- № 36 — дом архитектора К. Т. Бабыкина[1].
- усадьба Н. П. Старцева с полукаменным двухэтажным домом и баней[1].
- усадьба Л. Ф. Лускавева с одноэтажным деревянным домом и флигелем[1].
- усадьба Ф. К. Канцинбаева с одноэтажным домом и избой[1].
- усадьба О. Е Клера[2].